# CD15
CD15 (3-fucosyl-N-acetyl-lactosamine) là kháng nguyên cụm biệt hóa - một phân tử quan trọng trong miễn dịch học. CD15 là một phân tử gắn carbohydrate   và có thể được biểu hiện trên glycoprotein, glycolipid và proteoglycan.

## Chức năng
CD15 đóng vai trò trung gian trong quá trình thực bào và hướng hóa, và được tìm thấy trên bạch cầu trung tính, được biểu hiện ở những bệnh nhân mắc bệnh Hodgkin, một số bệnh ung thư bạch cầu (leukemia) lympho mãn tính, leukemia bạch cầu nguyên bào lympho cấp tính, và hầu hết các bệnh bạch cầu không lympho cấp tính. Nó còn được gọi là Lewis x và SSEA-1 (kháng nguyên phôi đặc trưng theo giai đoạn 1) và là dấu chuẩn cho các tế bào gốc toàn năng của chuột, trong đó nó đóng một vai trò quan trọng trong sự bám dính và di chuyển của các tế bào trong phôi. CD15 được tổng hợp bởi bởi FUT4 (fucosyltransferase 4) và FUT9.

## Chẩn đoán liên quan
CD15 có mặt trên hầu như tất cả các tế bào Reed-Sternberg, bao gồm cả các biến thể đơn nhân hiếm hoi của chúng, và, như vậy, có thể được sử dụng cho phương pháp dấu chuẩn immunohistochemistry để xác định sự hiện diện của các tế bào này trong sinh thiết. Sự hiện diện của các tế bào này là dấu hiệu để chẩn đoán ung thư hạch Hodgkin. Các tế bào Reed-Sternberg hiển thị một mô hình đặc trưng của dương tính CD15, với màng sau khi nhuộm kết hợp với bộ máy Golgi cũng được nhuộm. Các bảng immunohistochemistry để chẩn đoán bệnh Hodgkins thường sử dụng CD15 cùng với CD30 và CD45; CD30 và CD45 không dùng để nhuộm các tế bào Reed-Sternberg, nhưng lại nhuộm hầu hết các tế bào bạch huyết khác. CD15 cũng có mặt trong khoảng 50% tế bào ung thư dạ dày (Adenocarcinoma) và có thể được sử dụng để phân biệt các triệu chứng như vậy với ung thư mesothelioma, thường âm tính với CD15.